# مارتیک درآوانسیان
مارتیک دِرآوانسیان (۱۳۱۶ در اتیوپی - ۲۴ تیر ۱۳۸۸ تهران) پایه‌گذار رشته ارتوپدی فنی ایران و دارای لقب پدر ارتوپدی فنی ایران. وی در سانحه هوائی تهران - ایروان (پرواز شماره ۷۹۰۸ هواپیمایی کاسپین) در ۲۴ تیر ۱۳۸۸ (در ۷۲ سالگی) درگذشت.

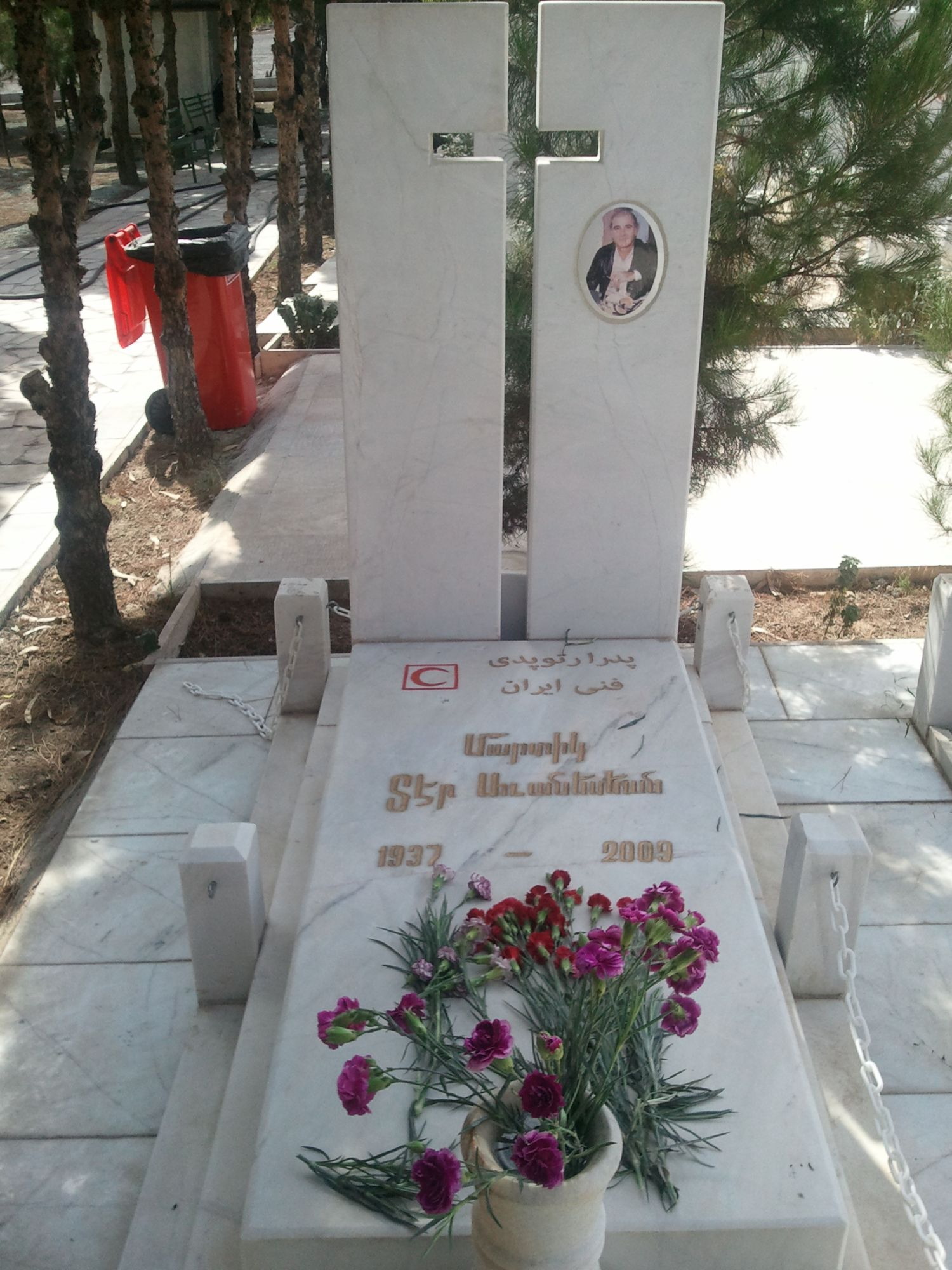
مارتیک درآوانسیان

## زندگی‌نامه
مارتیک دِرآوانسیان در سال ۱۳۱۶ خورشیدی در اتیوپی متولد شد و در سن ۱۴ ساگی پدر و مادر خود را از دست داد و به همراه برادر و دو خواهر خود عازم ایران شدند تا تحت سرپرستی تنها عموی خود قرار گیرند و پس از به اتمام رساندن تحصیلات عالیه، خود را به وزارت بهداری معرفی نمود و به دلیل تسلط داشتن به دو زبان انگلیسی و فرانسه وزارت بهداری آوانسیان را به عنوان یکی از دستیاران در جمعیت شیر و خورشید سرخ ایران (صلیب سرخ، هلال احمر، کریستال سرخ) منصوب نمودند.

## فعالیت‌ها
- در سال ۱۳۴۱ خورشیدی اولین مرکز فنی ارتوپدی (ارتوز و پروتز) را راه‌اندازی نمود.
- در سال ۱۳۴۵، سازمان ملل این مرکز را به عنوان مرکز آموزش شرق مدیترانه معرفی نمود و مسئولیت آموزش حدود ۲۴ نفر از دانشجویان خارجی را به این مرکز سپرد.
- انتخاب کردن ۲۵ نفر از جوانان برای گذراندن دوره ویژه زیر نظر استادان ارتوز و پروتز (ارتوپدی فنی یا اعضای مصنوعی) از کشور آلمان.
- سال ۱۹۶۲ میلادی با همکاری سازمان بهداشت جهانی (WHO) اقدام به پایه‌گذاری این رشته توانبخشی برای درمان بیماران جسمی – حرکتی را در ایران نمود.
- وی سال‌ها در مرکز توانبخشی هلال احمر، بیماران جسمی و حرکتی از جمله جانبازان و معلولان کشور را درمان می‌کرد.